# Pseudoridolfia
Pseudoridolfia é um género de plantas com flores pertencentes à família Apiaceae.
A sua área de distribuição nativa é em Marrocos.
Espécies:
- Pseudoridolfia fennanei Reduron, Mathez e SRDownie